# Consumo colaborativo

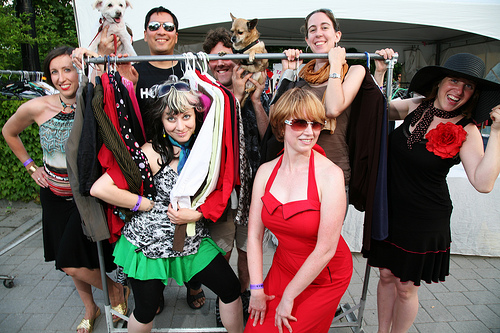
El consumo colaborativo o economía colaborativa se define como una interacción entre dos o más sujetos, a través de medios digitalizados o no, que satisface una necesidad (no necesariamente real), a una o más personas. 
Las plataformas digitales establecen un marco, donde los usuarios pueden interactuar entre ellos y/o con la misma plataforma. Los usuarios seleccionan el rol que desean en cada momento,o varios roles simultáneamente (por ejemplo: vendedor y comprador) es un sistema abierto y dinámico. Normalmente, existe un sistema de evaluación entre usuarios, mediante el cual, adquieren una reputación, y con ella, la confianza necesaria para seguir llevando a cabo la actividad que deseen. 
Cuanto mayor sea el número de usuarios, que exista en la plataforma digital, más valor tendrá la misma, los usuarios tendrán más posibilidades de elección y/o desarrollo, serán  mejor evaluados, y la confianza estará más contrastada.
El movimiento del consumo colaborativo supone un cambio cultural y económico en los hábitos de consumo marcado por la migración de un escenario de consumismo individualizado hacia nuevos modelos potenciados por los medios sociales y las plataformas de tipo peer-to-peer (red-entre-pares o red-entre-iguales).
En los servicios de consumo colaborativo las barreras de desconfianza se ven minimizadas gracias al uso de perfiles de usuarios con valoraciones y referencias añadidas por otros usuarios, lo que da origen a nuevas maneras de relacionarse, intercambiar, y monetizar habilidades y/o bienes económicos, lo que era impensable hace unos años.

## Evolución
El término fue acuñado por primera vez por Ray Algar en el artículo del mismo título publicado en el boletín Leisure Report de abril de 2007.
El concepto de consumo colaborativo comenzó a popularizarse en 2010 con la publicación del libro What's Mine Is Yours: The Rise of Collaborative Consumption. Rachel Botsman, coautora del libro, ofreció una charla sobre consumo colaborativo en la conferencia TEDxSydney en mayo de 2010, en la que expuso cómo el acceso a bienes y servicios puede ser de relevancia prioritaria sin ser necesaria la propiedad de los mismos. En España el fenómeno del consumo colaborativo empezó a darse a conocer entre 2012 y 2013, especialmente en el sector turístico, aunque ha seguido extendiéndose en otros muchos sectores, revolucionando el transporte de viajeros y muy recientemente el mercado inmobiliario.
De acuerdo con la revista Time, el consumo colaborativo es una de las diez grandes ideas que cambiarán el mundo. El columnista del New York Times, Thomas Friedman, considera que la economía colaborativa «crea nuevas formas de emprender y también un nuevo concepto de la propiedad». Por su parte el MIT ha calculado el potencial del consumo colaborativo en 110 000 millones de dólares, cuando hoy ronda los 26 000 millones, generando unos beneficios de unos 3500 millones según la revista Forbes. Un inversor español en nuevos negocios ha apuntado que gracias al consumo compartido mucha gente puede acceder a bienes y servicios que no puede tener y «se conforma con probar». «Esto es lo que hace al movimiento imparable», concluye.
En enero de 2014 la Unión Europea redactó un dictamen para regular el consumo colaborativo, que valoraba de la siguiente forma: «El consumo colaborativo representa la complementación ventajosa desde el punto de vista innovador, económico y ecológico de la economía de la producción por la economía del consumo. Además supone una solución a la crisis económica y financiera en la medida que posibilita el intercambio en caso de necesidad». Como comentaba un periodista de El País, «para algunos, el consumo colaborativo es una respuesta a la inequidad y la ineficiencia del mundo. Lo cuentan los números. El 40 % de los alimentos del planeta se desperdicia; los coches particulares pasan el 95 % de su tiempo parados; en Estados Unidos hay 80 millones de taladradoras cuyos dueños solo usan 13 minutos de media, y un automovilista [sic] inglés malgasta 2549 horas de su vida circulando por las calles en busca de aparcamiento»...

## Economía colaborativa en España
También en España han surgido en los últimos años multitud de plataformas que promueven el consumo colaborativo. Sin embargo y pese a que hay plataformas que funcionan sin ningún tipo de problemas, en España Uber tuvo que cerrar debido a una sentencia del Juzgado de lo Mercantil número 2 de Madrid.

## Ejemplos de consumo colaborativo
- Espacios e inmuebles
- Covivienda
- cotrabajo
- Huertos compartidos.
- Transporte en tren y AVE, como Trippau Archivado el 10 de mayo de 2019 en Wayback Machine. o Truecalia webs de economía colaborativa mediante las cuales es posible comprar y vender entre usuarios particulares los billetes de AVE, tren, avión o autobús que no pueden usarse, sin intermediarios permitiendo recuperar el dinero de los billetes.
- Transporte Sistemas de bicicletas compartidas, como Bicing; viajes compartidos en coche, carpooling, coche multiusuario o taxi colectivo
- Finanzas permutas, préstamos de igual a igual
- Bienes materiales. Alquiler de igual a igual de casas, apartamentos o habitaciones, algunos ejemplos son Airbnb y gloveler; alquiler de coches o alquiler de  autocaravanas
- Soportes para el entretenimiento (libros, CD de música, DVD, videojuegos), intercambio de ropa
- Educación El aprendizaje entre iguales permite que personas que tienen un conocimiento lo enseñen a otros que lo necesitan, clases particulares entre universitarios. Otros ejemplos incluyen aprendizaje de habilidades, habitualmente compartidas en bancos de tiempo.
- Arte. Arte realizado con materiales y objetos desechados que son reciclados de forma artística.
- Tareas o servicios. Plataformas que ponen en contacto a los profesionales de una determinada zona con cualquiera que necesite ayuda para una tarea, desde arreglar un grifo o reparar un ordenador o sacar a los perros a pasear.

## Críticas y protestas
La preocupación principal es la incertidumbre regulatoria. Existen dudas y un vacío legal en cuanto a contribuciones impositivas, cobertura de seguros y responsabilidad legal: ¿deberían los cuartos de alquiler estar sujetos a impuestos de hotel, por ejemplo?, ¿qué compañía aseguradora debería cubrir los gastos en caso de que un coche de alquiler sufra un accidente, la aseguradora de la plataforma o la aseguradora individual del conductor?
El 11 de junio de 2014 tuvo lugar una huelga de taxis en las principales ciudades europeas para protestar por el intrusismo de los transportes alternativos contratados a través de plataformas digitales como Uber y Blablacar. Un portavoz de Uber, que en sólo cuatro años de existencia opera en 132 países y vale 18 000 millones de dólares, declaró: «Las protestas son excesivas y lo único que pretenden es mantener la industria en un estado inmovilista».
Airbnb, dedicada a compartir alojamiento, también ha sido objeto de polémicas. A principios de 2014 la fiscalía de Nueva York inició una investigación ya que en la ciudad es ilegal alquilar un apartamento completo por menos de 30 días. Un portavoz de la empresa afirmó: «Queremos trabajar con todas las partes implicadas en una regulación justa que permita a las personas alquilar de forma ocasional la casa en la que viven». España es el tercer mercado más importante para Airbnb donde cuenta con más de 57 000 propiedades en su oferta de alquileres.